# Juegos Bolivarianos de 1997
Los Juegos Bolivarianos de 1997 se desarrollaron en la ciudad de Arequipa (Sur del Perú) realizando algunas competencias en la ciudad de Lima, del 17 al 26 de octubre. Era la segunda vez que el país de los Incas organizaba unos Juegos Deportivos Bolivarianos -la primera vez fue en Lima en el lejano año de 1947. Contando con el apoyo gubernamental, a través del Instituto Peruano del Deporte (IPD), los Juegos Bolivarianos de Arequipa 1997 fueron toda una fiesta y el país deportivo volvió a revivir viejas hazañas.
Siendo el último magno evento deportivo bolivariano de la década de los 90, del siglo XX y del II milenio.

## Medallería
| Medallero Juegos Bolivarianos - Arequipa, Perú |           |     |       |        |       |
| Del 17 al 26 de octubre de 1997                |           |     |       |        |       |
| Pos.                                           | País      | Oro | Plata | Bronce | Total |
| 1                                              | Venezuela | 121 | 110   | 84     | 315   |
| 2                                              | Colombia  | 119 | 93    | 75     | 287   |
| 3                                              | Perú      | 50  | 66    | 95     | 211   |
| 4                                              | Ecuador   | 24  | 37    | 73     | 134   |
| 5                                              | Bolivia   | 4   | 5     | 24     | 33    |
| 6                                              | Panamá    | 2   | 5     | 17     | 24    |

| Predecesor: Santa Cruz de la Sierra y Cochabamba 1993 | XIII Juegos Bolivarianos Arequipa 1997 | Sucesor: Ambato 2001 |

- Datos: Q4592265